# Аскья
Аскья (исл. Askja) — действующий стратовулкан в центре исландского плато, расположен в восточной части лавового плато Оудаудахрёйн (к северу от ледника Ватнайёкюдль, на территории одноимённого национального парка). Высота вулкана — 1516 м над уровнем моря.
Геологически горы вокруг Аскьи возникли в результате вулканической деятельности.
Последнее извержение датировано 1961 годом.

## Озёра
Во время извержения вулкана, начавшегося 29 марта 1875 года, в кальдере вулкана площадью около 45 км² образовались два крупных озера:
- Эскьюватн (исл. Öskjuvatn) — озеро площадью около 11 км² и глубиной до 220 м[2], это самое глубокое озеро Исландии. В первое время после своего образования оно было тёплым, однако сейчас большую часть времени покрыто льдом. В южной части озера расположен небольшой остров Eyja, образовавшийся во время извержения 1926 года[5].
- Вити (исл. Viti — ад) — геотермальное озеро, расположенное рядом с северным берегом озера Эскьюватн, диаметром около 100 м и глубиной около 7 метров. Вода в озере молочно-голубая, её температура колеблется от 20 до 27 °C[6]. Вокруг озера чувствуется сильный запах серы, который и привёл к получению озером его нынешнего названия[5].

Кроме двух крупных озёр, существует несколько сформировавшихся в результате извержениями кратеров[прояснить].

## Туристические маршруты
Маршрут в Аскью зависит от пункта отправления. Туристы, направляющиеся с юга, попадут на трассу F910, а те, кто движется с севера, например, из окрестностей озера Миватн, выедут на трассу F88. Это единственная трасса, которая, пересекая F910, ведёт в направлении Аскьи. Проехать можно только на автомобиле повышенной проходимости.
За 8 км от кальдеры вулкана располагается постоянный туристический лагерь. Здесь можно остановиться на ночлег. В распоряжении туристов два домика. В первом — удобства, в том числе небольшая общая кухня и душ. Во втором — места для ночлега.

## Галерея

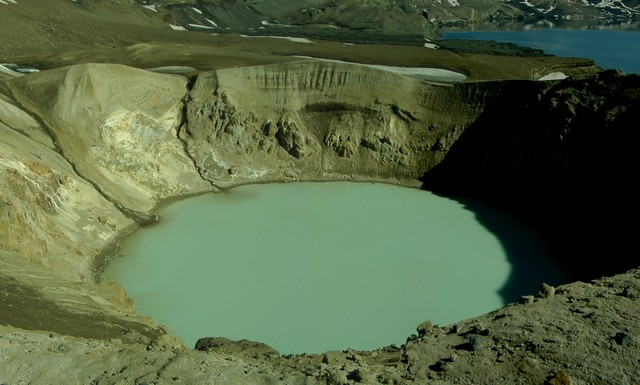
Озеро Вити
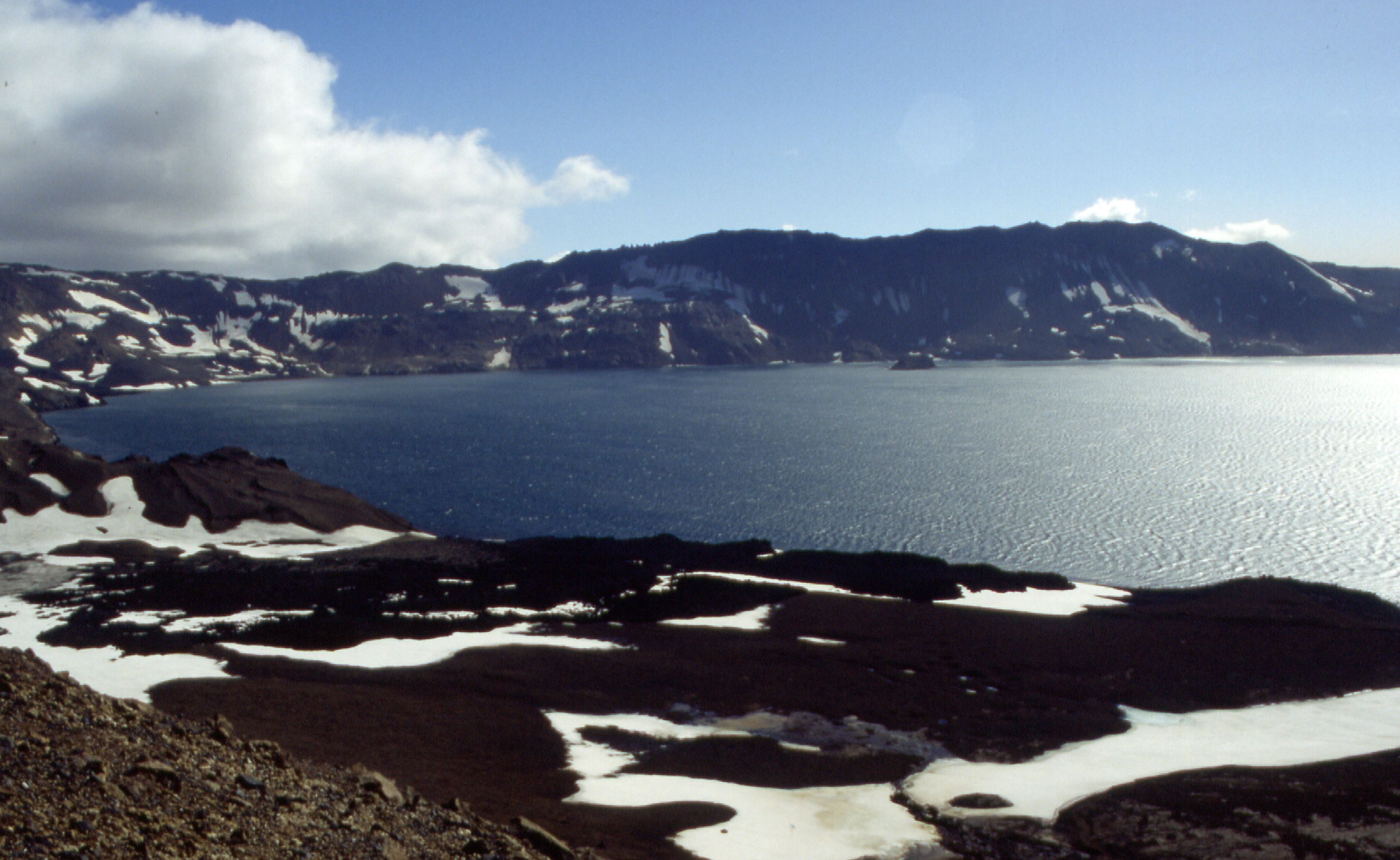
Озеро Эскьюватн
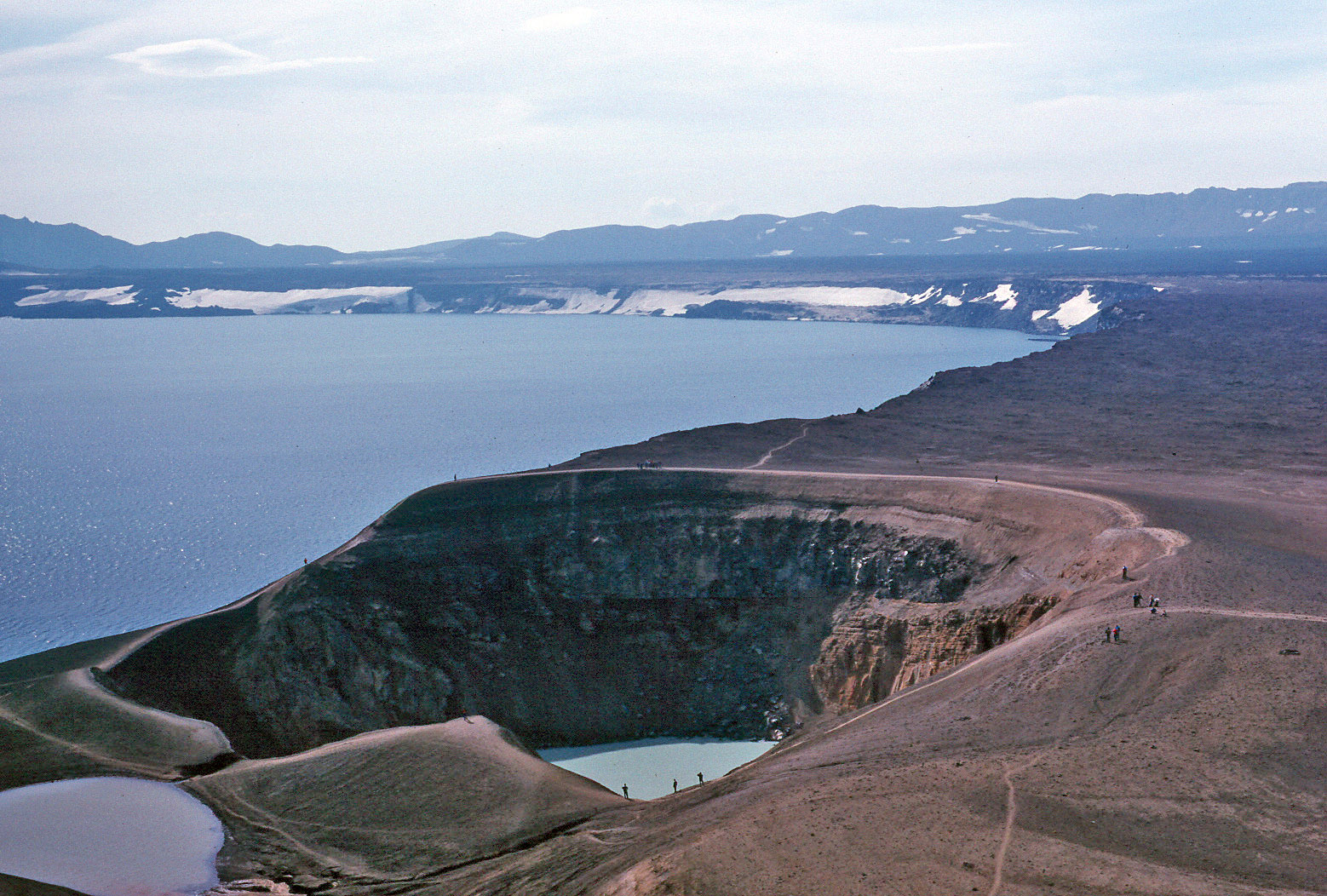
Озёра Эскьюватн (слева) и Вити (на переднем плане)